# Jorge Toro
Jorge Luis Toro Sánchez (ur. 10 stycznia 1939 w Santiago, zm. 16 lutego 2024 w El Quisco) – chilijski piłkarz grający na pozycji pomocnika.
W reprezentacji Chile rozegrał 22 spotkania. Na mistrzostwach świata w 1962 roku zdobył z nią brązowy medal. W całym turnieju strzelił dwie bramki.